# Дюга, Гаэтан
Гаэта́н Дюга́ (фр. Gaëtan Dugas; 20 февраля 1952, Квебек, Канада — 30 марта 1984, там же) — бортпроводник авиакомпании Air Canada, в 1980-е годы подозревалось, что именно он занёс ВИЧ-инфекцию в Северную Америку, сейчас эта теория считается опровергнутой (начало распространения ВИЧ в США ныне относят к 1960-м, а от заражения ВИЧ до острого иммунодефицита обычно проходит 10—15 лет).

## «Нулевой пациент»
Дюга получил широкую известность после выхода в 1987 году книги «Затянувшаяся музыка» журналиста Рэнди Шилтса, в которой он был охарактеризован как «нулевой пациент», благодаря своим беспорядочным гомосексуальным контактам способствовавший широкому распространению ВИЧ в США. Сам Дюга утверждал, что за свою жизнь имел около 2500 сексуальных партнёров по всей Северной Америке. Хотя Шилтс не утверждал, что именно Дюга занёс ВИЧ в США, эта точка зрения стала широко распространённой благодаря СМИ после выхода его книги. Современные научные данные не поддерживают её.
В 2016 году в ходе исследования одних из ранних задокументированных случаев ВИЧ, проведённых биологом-эволюционистом Майклом Воробеем, выяснилось, что Дюга не мог начать распространение заболевания в США — это случилось в другое время и в другом месте.

## Упоминания в научной литературе
В статье 1984 года «Cluster of cases of the acquired immune deficiency syndrome. Patients linked by sexual contact» (с англ. — «Кластер случаев синдрома приобретённого иммунодефицита. Пациенты, связанные сексуальным контактом») были показаны половые контакты 40 пациентов с диагнозом СПИД. Из этого круга пациентов именно у Дюга проявлись первые симптомы СПИД, в графике статьи Дюга соответствовал круг со значением «0».

## Отражение в культуре
История Гаэтана Дюга была отражена в фильмах:
- Затянувшаяся музыка (США, 1993) — фильм, основанный на книге Шилтса. В роли Дюга — Джеффри Нордлинг
- Нулевой пациент[англ.] (Канада, 1993) — музыкальный фильм. В роли Дюга — Норман Фото[вд]
- Убийство нулевого пациента[вд] (Канада, 2019) — документальный фильм Лори Линда[вд], опровергающий миф о Гаетане Дега как нулевом пациенте.